# Martin Pedersen (Tennisspieler)
Martin Pedersen (* 15. Juni 1987 in Kopenhagen) ist ein ehemaliger dänischer Tennisspieler.

## Karriere
Martin Pedersen gewann auf der ITF Future Tour drei Titel im Einzel sowie fünf im Doppel. Auf der ATP Challenger Tour erreichte er ebenfalls mehrere Endspiele, ohne jedoch einen Titel gewinnen zu können. So stand er unter anderem im Endspiel der Einzelkonkurrenz in Dublin sowie in den Endspielen der Doppelkonkurrenzen in Aarhus und Grenoble. Seine höchsten Weltranglistenpositionen erreichte er mit dem 344. Platz im Einzel am 12. Mai 2008 und dem 267. Platz im Doppel am 15. September 2008. Seine letzten Profiturniere bestritt er im Jahr 2015.
2006 debütierte Pedersen für die dänische Davis-Cup-Mannschaft. Bis 2015 bestritt er 20 Begegnungen für sie und siegte dabei in 14 seiner insgesamt 28 Einzelpartien. In fünf Doppelpartien blieb er dreimal siegreich.